# Situraja (Gantar)
Situraja is een bestuurslaag in het regentschap Indramayu van de provincie West-Java, Indonesië. Situraja telt 9428 inwoners (volkstelling 2010).